# ترکیب ناجورحلقه

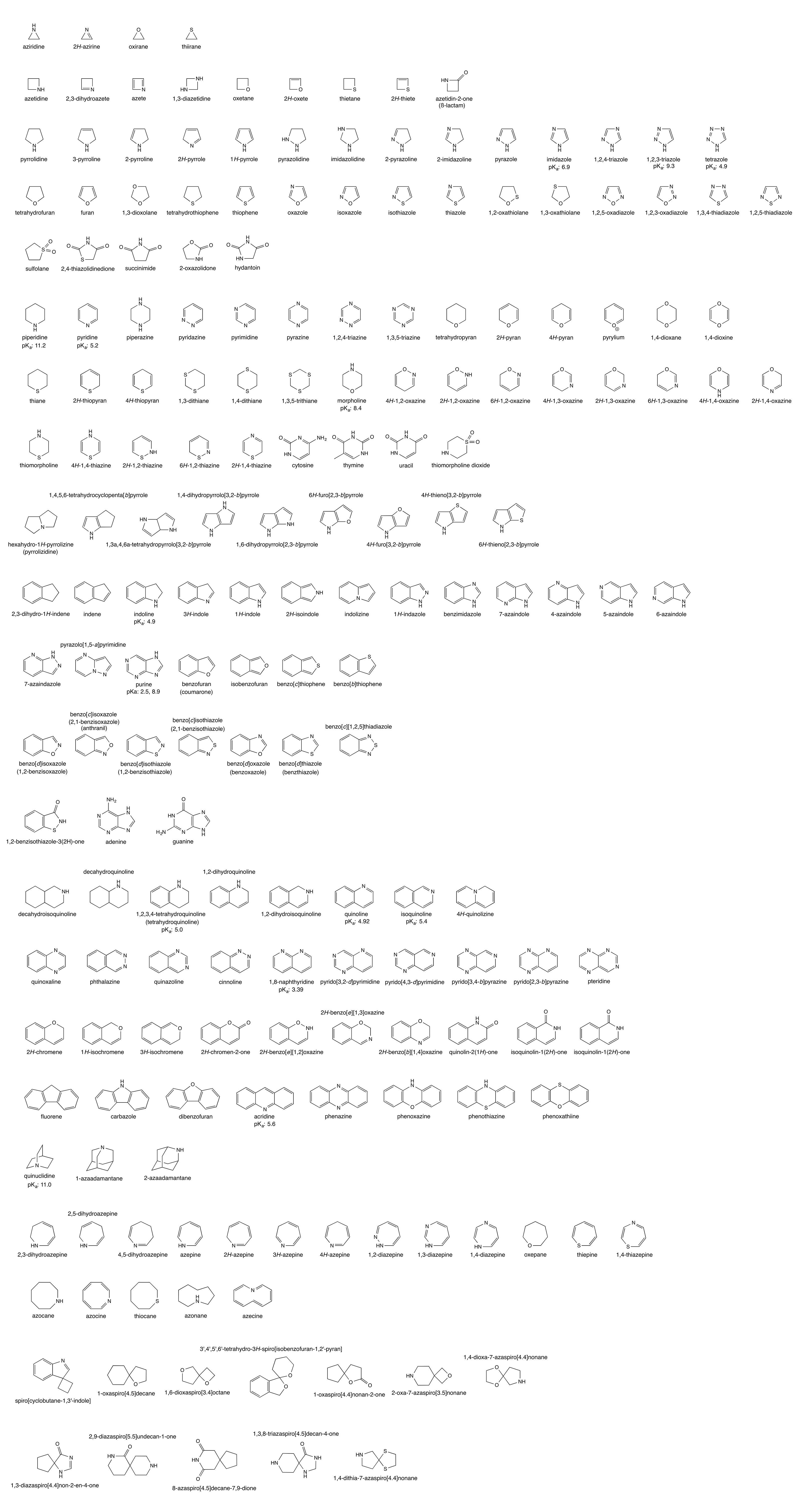
نام و ساختار ترکیبات هتروسیکلیک متداول

ترکیب ناجورحلقه یا هتروسیکلیک (به انگلیسی: Heterocyclic compound) گونه‌ای از ترکیب‌های حلقوی است که در اتم‌های حلقه(های) خود دست‌کم اتم دو عنصر متفاوت داشته باشد. ترکیبات آلی حاوی ناجورحلقه‌های پنج جزئی مانند ایزوتیازولین در بسیاری از صنایع نقش مهمی دارند. در طرف مقابل ترکیبات ناجورحلقه ترکیبات جورحلقه یا اصطلاحاً هوموسیکلیک قرار دارند، ترکیباتی حلقوی که حلقه آنها تنها از یک نوع اتم ساخته شده است. شیمی ناجورحلقه‌ها بخش مهمی از شیمی آلی می‌باشد  که بررسی خواص، روشهای تولید و واکنش‌های این نو ناجورحلقه‌ها می‌پردازد. ناجورحلقه‌ها حضوری گسترده در ساختارهای شیمیایی پرکاربرد دارند به طوری که تمامی اسیدهای نوکلئیک و طیف وسیعی از داروها، اغلب زیست توده‌ها (مانند سلولز و ساختارهای وابسته) و بسیاری از رنگدانه‌های طبیعی و مصنوعی حاوی ناجورحلقه در ساختار خود می‌باشند. ۵۹ درصد داروهای تایید شده توسط سازمان غذا و داروی آمریکا دارای ناجورحلقه نیتروژنی در ساختار خود هستند. چند نوع هتروسیکل در جدول زیر آمده است:
|             | اشباع                 | اشباع                 | اشباع                | غیر اشباع           | غیر اشباع                | غیر اشباع                 | غیر اشباع |
| هترواتم     | نیتروژن               | اکسیژن                | گوگرد                | نیتروژن             | اکسیژن                   | گوگرد                     |           |
| حلقه ۳ ضلعی | حلقه ۳ ضلعی           | حلقه ۳ ضلعی           | حلقه ۳ ضلعی          | حلقه ۳ ضلعی         | حلقه ۳ ضلعی              | حلقه ۳ ضلعی               |           |
| ----------- | --------------------- | --------------------- | -------------------- | ------------------- | ------------------------ | ------------------------- | --------- |
| نام         | آزیریدین              | اتیلن اکساید          | تیرن                 | Azirine             | اکسیران                  | Thiirene                  |           |
| ساختار      | Struktur von Aziridin | Struktur von Oxiran   | Struktur von Thiiran | Struktur von Azirin | Struktur von Oxiren      | Struktur von Thiiren      |           |
| حلقه ۴ ضلعی |                       |                       |                      |                     |                          |                           |           |
| نام         | آزتیدین               | اکزتان                | تی‌اتان               | آزت                 | اوکستن                   | تایت                      |           |
| ساختار      | Struktur von Azetidin | Struktur von Oxetan   | Struktur von Thietan | Struktur von Azet   | Struktur des Oxetiumions | Struktur des Thietiumions |           |
| حلقه ۵ ضلعی |                       |                       |                      |                     |                          |                           |           |
| نام         | پیرولیدین             | تتراهیدروفوران        | تتراهیدروتیوفن       | پیرول               | فوران                    | تیوفن                     |           |
| ساختار      |                       |                       |                      | Struktur von Pyrrol | Struktur von Furan       | Struktur von Thiophen     |           |
| حلقه ۶ ضلعی |                       |                       |                      |                     |                          |                           |           |
| نام         | پیپریدین              | اکسان (ترکیب شیمیایی) | تیان (ترکیب شیمیایی) | پیریدین             | پیران                    | تیوپیران                  |           |
| ساختار      |                       |                       |                      |                     |                          |                           |           |
| حلقه ۷ ضلعی |                       |                       |                      |                     |                          |                           |           |
| نام         | آزپان                 | اوکسپان               | تیه‌پان               | آزپین               | اوکسپین                  | تیه‌پین                    |           |
| ساختار      |                       |                       |                      | Struktur von Azepin | Struktur von Oxepin      | Struktur von Thiepin      |           |